# 震脚
震脚（しんきゃく）とは、中国武術の用語で、足で地面を強く踏み付ける動作のこと。日本の武道では「踏鳴（ふみなり）」と呼び、剣道や銃剣道のような得物をもちいる武道で多用される。映画『少林寺』にもみられるように中国河南省嵩山にある嵩山少林寺には少林拳の鍛錬により套路（連続して行う型の事）の歩幅のままへこんだ床が残されている。
発勁法によっては、震脚を用いない事があるが、多くの門派で使用される。また、ほとんどの門派において、地面を踏み付ける動きから、踏み締めるような動作に変化し、大きな音を発しなくなる。